# Дуклянський покрив
Дукля́нський по́крив — тектонічна структура в північно-західній частині Українських Карпатах. 
Входить до внутрішньої групи зон Карпатської покривно-складчастої споруди. Північно-західна частина Дуклянського покриву міститься під Покулецьким покривом, з північного сходу він насунутий на Кросненську зону.  
Складається зі скиб, насунутих одна на одну в північно-східному напрямку. В геологічній будові беруть участь флішові товщі крейдового і палеогенового віку. 
Корисні копалини: будівельні матеріали та мінеральні води. Орографічно відповідає гірським масивам Полонинський хребет і Свидовець. 